# Miss Continentes Unidos Chile
Miss Continentes Unidos Chile es un concurso de belleza femenina que elige a la representante de Chile para competir en el certamen internacional Miss Continentes Unidos (2006; nombrado Miss Continente Americano hasta 2012). No hay certamen oficial en Chile para este concurso, sino designaciones de delegadas de otros certámenes nacionales.

## Ganadoras
Simbología
- La concursante ganó Miss Continentes Unidos.
- La concursante fue finalista.
- La concursante fue semifinalista.

| Año  | Miss Continentes Unidos Chile    | Ciudad       | Resultado                              |
| ---- | -------------------------------- | ------------ | -------------------------------------- |
| 2006 | Estefanía Melús                  | Arica        | No clasificó                           |
| 2007 | Nataly Nadeska Chilet Bustamante | Santiago     | Semifinalista                          |
| 2008 | Marie Ann Salas Gorboi           | Santiago     | No clasificó                           |
| 2009 | Catherine Cerda Mariñan          | Santiago     | No clasificó                           |
| 2010 | Stella Sofía Viacava Canessa     | Santiago     | No clasificó                           |
| 2011 | Gabriela Gatica Robles           | Temuco       | No clasificó                           |
| 2012 | Camila Stuardo Jeria             | Temuco       | No clasificó                           |
| 2013 | María Belén Jerez Spuler         | Viña del Mar | Finalista (1.ª)                        |
| 2014 | Florencia Dunnage                | Coquimbo     | No clasificó; Miss Simpatía            |
| 2015 | Nicole Maechtig Cortés           | Villarrica   | No clasificó                           |
| 2016 | María Natividad Leiva Bello      | Santiago     | No clasificó                           |
| 2017 | Margaret Stevenson               | Hanga Roa    | No clasificó                           |
| 2018 | Sabina Ahumada Rodríguez         | Santiago     | No clasificó                           |
| 2019 | Kaithen Ahumada                  | Calama       | No clasificó; 3.º Mejor traje Nacional |
| 2022 | Marlene Navarro                  | Chiloé       | No clasificó                           |